# Islam a Angola
L'islam a Angola és una religió minoritària. La majoria de les fonts estimen la població en 90.000 fidels, encara que alguns donen una xifra més alta. La majoria dels musulmans a Angola són sunnites. Generalment són immigrants estrangers procedents d'Àfrica Occidental i Orient Mitjà, encara que alguns són conversos locals. Hi ha diverses organitzacions islàmiques que dirigeixen mesquites, escoles i centres comunitaris. L'Associació del Desenvolupament de l'Islam a Angola és l'organització proselitista principal. Els musulmans angolesos estan representats pel Consell Suprem dels Musulmans Angolesos de Luanda. Al novembre de 2013 el govern d'Angola no reconeixia legalment cap organització musulmana; com a resultat, les mesquites del país s'han enfrontat a restriccions i moltes han estat clausurades pel govern.

## Estatus legal
La Constitució d'Angola de 2010 garanteix la llibertat religiosa a tots els seus ciutadans. Tanmateix, a la darreria de 2016 es van difondre missatges que el govern d'Angola havia prohibit l'islam i havia tancat totes les mesquites del país, ja que afirmava que s'enfrontava amb els valors cristians de l'estat, però l'informe de 2013 del Departament d'Estat estataunicenc sobre la llibertat religiosa mundial comptava 194 diferents grups religiosos als que se'ls denegava el reconeixement legal, la gran majoria dels quals eren organitzacions cristianes i això incloïa l'Islam. L'informe dels EUA diu que es va destruir una mesquita al barri de Zango a Luanda. Novament, això no sembla un acte dirigit contra els musulmans, ja que mentre que es van tancar dues mesquites, es van tancar 52 esglésies el mateix any.
El govern exigeix que els grups religiosos facin peticions d'estatut legal. Un cop reconeguts, aquests grups poden construir escoles i llocs de culte. Per ser reconegut, un grup ha de tenir més de 100.000 fidels i estar present a 12 de les 18 províncies. La població de musulmans, tanmateix, s'estima en només 90.000. Tot i que el govern ha donat personalitat jurídica a 83 grups religiosos (tots cristians), no ha donat estatut legal a cap grup musulmà. El president de la Comunitat Islàmica d'Angola ha criticat el llindar d'Angola per al reconeixement afirmant: "Cal 100.000 per ser reconeguts com una religió o oficialment no es pot resar".
El Departament d'Estat dels Estats Units informa que el govern sovint permet que existeixin i funcionin grups no registrats, però observa que algunes instàncies de les autoritats angoleses cancel·len les mesquites.
El novembre de 2013, el ministre d'Afers Exteriors d'Angola, Georges Rebelo Chicoti, va dir que hi havia vuit confessions islàmiques a Angola, però cap complia els requisits legals d'inscripció i que «no poden practicar la seva fe fins a la conclusió del procés». Chikoti afirma que alguns grups musulmans no havien registrat oficialment les seves mesquites, però no van especificar quins requeriments legals no havien complert.

## Demografia
Històricament, Angola no tenia una població musulmana significativa. Durant el segle xxi, la comunitat musulmana d'Angola ha crescut. La majoria dels musulmans són empresaris i migrants procedents d'Àfrica Occidental i Orient Mitjà, especialment del Líban. Molt pocs angolesos s'han convertit a l'islam com a resultat de l'activitat missionera musulmana. La majoria d'aquestes conversions es van produir durant la Guerra Civil angolesa, quan molts angolesos van fugir a països amb una important presència musulmana i s'hi van posar en contacte amb l'islam.
Adebayo Oyebade estima que els musulmans són entre l'1 i el 2,5 % de la població d'Angola. El Departament d'Estat dels Estats Units afirma que la població musulmana estimada és de 80.000-90.000, però assenyala que algunes fonts afirmen que podrien arribar fins als 500.000 fidels, xifra que sembla força irreal. Al voltant de l'1% de la població musulmana d'Angola és adherida al xiïsme.

## Restriccions a les mesquites
L'Informe de la Llibertat Religiosa Internacional va declarar que el govern d'Angola tancava selectivament les mesquites, escoles i centres comunitaris. Els funcionaris angolesos van negar que el govern tingués una política de tancar les mesquites, però hi havia informes de les autoritats locals que tancaven les mesquites o evitaven que se'n construeixen en diverses ocasions.
Al juliol de 2010 incendiaris no identificats van incendiar una mesquita a Huambo, causant un dany extens. Un líder musulmà va dir més tard que la mesquita es va cremar «un dia després que les autoritats ens havien avisat que no hauríem d'haver construït la mesquita on la teníem i que s'havia de construir en un altre lloc».
El 4 de setembre de 2010, les autoritats van tancar una mesquita a Cazenga sense previ avís ni justificació. La mesquita va tornar a obrir un mes després.
Al novembre de 2011, les autoritats angoleses van destruir una estructura que s'utilitzava com a mesquita a Cacuaco sense previ avís i sense una ordre escrita de violació. Al desembre de 2011, un grup musulmà de la província de Malanje va comprar alguns terrenys i va sol·licitar obtenir permisos per construir una mesquita. El grup musulmà va demanar repetidament a les autoritats que concedissin o rebutgin l'aplicació, però que no van rebre cap resposta. Després d'esperar alguns mesos, quan el grup musulmà va començar la construcció, les autoritats angoleses van arribar i van destruir la fundació de la mesquita. Les autoritats no van proporcionar ni la negació de la sol·licitud, ni una cita per infracció.
El gener de 2012, el govern d'Angola va impedir que els musulmans construïssin una mesquita a Dundo, província de Lunda-Nord, tot i que el grup musulmà tenia una llicència per fer-ho. El maig de 2012, la policia va encadenar les portes d'un edifici utilitzat pels musulmans com a mesquita i els va dir que deixessin de resar-hi. Els líders musulmans van escriure cartes demanant resposta, però no van rebre cap resposta.
Segons la Comunitat Islàmica d'Angola, un total de 60 mesquites, majoritàriament fora de Luanda, s'han tancat en 2013. Voice of America va informar que va veure un vídeo que mostrava la demolició d'una mesquita a Saurimo. Actualment als musulmans se'ls nega de facto el permís de pregar o construir mesquites.
El ministre de Cultura d'Angola va dir que "la legalització de l'islam no ha estat aprovada ... les seves mesquites seran tancades fins a un nou avís." L'ambaixada angolesa als Estats Units va dir que no tenia coneixement d'aquesta observació. Un portaveu de la policia angolesa va dir que no tenia coneixement de cap ordre del govern per tancar les mesquites. No obstant això, Voice of America va trobar un document governamental que deia que un oficial demolí la mesquita "Zango 1" a Viana, província de Luanda.

## La polèmica «Prohibició de l'islamisme»
Al novembre de 2013, alguns mitjans de comunicació van informar que l'islam i altres sistemes de creences considerats contraris a la cultura del país havien estat proscrits a Angola. L' International Business Times va afirmar que Angola estava intentant tancar totes les mesquites.
Tanmateix els informes van ser negats més tard pel govern. El Ministeri de Cultura va declarar: «No hi ha guerra a Angola contra l'islam o cap altra religió». Al mateix temps, Ekmeleddin Ihsanoglu, secretari general de l'Organització de la Conferència Islàmica (OIC), que enviaria un equip de recerca a Angola.

## Incidents
El 2004 Constantino Vitiaka, responsable d'informació dels serveis nacionals d'intel·ligència d'Angola, va afirmar en una entrevista radiofònica que la xarxa terrorista islàmica al-Qaeda havia intentat entrar al país a través d'ONGs.